# چاکی: اسلش و داش
«چاکی: اسلش و داش» (انگلیسی: Chucky: Slash & Dash) یک بازی ویدئویی در سبک سکوبازی است که توسط یونیورسال استودیوز و در سال ۱۶۹۵ و در پلت‌فرم آیفون منتشر شده‌است.